# Mazamorra morada
La mazamorra morada són unes farinetes típiques de la gastronomia peruana. La mazamorra existeix a altres països sud-americans amb altres tipus de blat de moro, la particularitat d'aquest dolç a Perú és que es fa amb dacsa de color morat.